# Iryna Machno
Iryna Jurijiwna Machno (ukrainisch Ірина Юріївна Махно, auch Iryna Makhno transkribiert; * 15. Oktober 1994 in Krementschuk) ist eine ukrainische Beachvolleyballspielerin. Sie wurde gemeinsam mit ihrer Schwester drei Mal Meisterin ihres Heimatlandes im Sand.

## Karriere
Iryna Machno spielt seit 2010 auf der FIVB World Tour an der Seite ihrer Zwillingsschwester Inna Machno. Sie wurden 2017, 2019 sowie 2021 ukrainische Meisterinnen im Beachvolleyball und standen dazu 2016 und 2018 im Endspiel. 2017, 2021, 2022 und 2023 nahmen sie an den Europameisterschaften teil und erreichten zwei Mal das Achtelfinale sowie ein weiteres Mal die erste Hauptrunde. Darüber hinaus gewannen sie 2019 das 1-Stern-Turnier in Ljubljana und 2022 das Future in Baden.